# 江之島電鐵10型電聯車
江之島電鐵10型電聯車（日语：／ Enoshima Dentetsu 10-gata densha）是江之島電鐵的江之島電鐵線使用的電聯車。10型車是為了紀念江之島電鐵線開通95周年，而於1997年引進的車輛。本型車採用19世紀末歐洲路面電車的復古風格，並以歐洲的長程列車東方快車、100年前的挪威奧斯陸的路面電車，以及150年前英國伯明罕鐵路的皇室專用客車等為理念進行設計。而本型車透過將車體輕量化、統一車輛零件的規格與採用不鏽鋼等設計，使其擁有與江之島電鐵2000型電聯車相近的性能。
本型車的車體為因應鹽害而使用不鏽鋼打造，僅枕梁與中梁的材質不是不鏽鋼；而車頭正面與側面的面板則是採用耐候鋼製成。車體的塗裝採用象徵著東方快車及日本古都鎌倉的紫紺色，並搭配代表著當地民風的奶油色及維多利亞時代的裝飾圖案，以及黃色的條紋。車廂內部的牆面下半部使用帶有木紋的橡木板，上半部的壁板則帶有米色的條紋；而天花板採用仿灰泥的白色三聚氰胺-甲醛樹脂裝飾面板。